# Leucopis interposita
Leucopis interposita är en tvåvingeart som beskrevs av Tanasijtshuk 1986. Leucopis interposita ingår i släktet Leucopis och familjen markflugor.
Artens utbredningsområde är Ungern. Inga underarter finns listade i Catalogue of Life.